# لاله واژگون پردی
لاله واژگون پردی(نام علمی: Fritillaria purdyi) نام یک گونه از سرده لاله واژگون است.